# آرثر إرنست ويليام شورت
آرثر إرنست ويليام شورت (بالإنجليزية: Arthur Ernest William Short)‏ هو مسير أعمال وسياسي أسترالي وبريطاني (وحمل سابقاً جنسية المملكة المتحدة لبريطانيا العظمى وأيرلندا)، ولد في 24 أكتوبر 1888 في أستراليا، وتوفي في 19 يوليو 1949 في أستراليا بسبب التهاب البريتون. حزبياً، نشط في تحالف الليبرالية والريفي. وقد انتخب Lord Mayor of Adelaide ‏ وقد انضم خلال فترته النيابية (1949 – 19 يوليو 1949) للكتلة البرلمانية تحالف الليبرالية والريفي.